# Brick Bradford
Brick Bradford è un personaggio immaginario protagonista della omonima serie a fumetti di fantascienza ideato nel 1933 da William Ritt e dal disegnatore Clarence Gray. Rappresenta una delle serie più rappresentative del genere, sia per l'inconfondibile stile preciso e pulito del disegnatore Gray che per l'intensità delle trame concepite da Ritt, i cui interessi per la mitologia, la storia e le teorie scientifiche lo portarono a realizzare un fumetto molto diverso dagli altri dello stesso genere avventuroso, sia per l'originalità dei temi che per la chiarezza espositiva, che hanno reso la serie uno dei pochi esempi di fumetto nel quale la trama è completa e coerente in ogni aspetto.
Ne è stato tratto un serial in 15 puntate prodotto dalla Columbia Pictures nel 1947 oltre che alcune trasposizioni letterarie pubblicate nella collana Big Little Books. La serie ha raggiunto molta popolarità al di fuori degli Stati Uniti venendo pubblicato in Australia e Nuova Zelanda sia su quotidiani che su comic book, mentre in Europa è stata pubblicata su alcune riviste in Francia, dove è nota come "Luc Bradefer" e in Italia dove è stata a lungo pubblicata in vari formati e con diversi nomi.

## Storia editoriale
La Central Press Association, piccolo distributore poi assorbito dalla King Features Syndicate, chiese allo scrittore William Ritt e al disegnatore Clarence Gray di realizzare un fumetto di genere avventuroso con elementi polizieschi e fantascientifici. La striscia quotidiana esordì quindi il 21 agosto 1933 riscuotendo ben presto un buon gradimento del pubblico. La popolarità aumentò nel giro di pochi mesi, tanto che dopo poco più di un anno esordì anche nelle tavole domenicali anche se, su alcuni giornali che non avevano una edizione domenicale, esordì sabato 24 novembre 1934. Su altri quotidiani già dal 1933 invece la serie veniva pubblicata nell'edizione domenicale e il 20 aprile 1935 esordì una seconda serie a strisce chiamata The Time Top, che durò un paio di mesi, pubblicata in accoppiata alla serie originaria e che poi venne inglobata nella continuity di quest'ultima nel 1937. In questa seconda serie esordì una macchina del tempo che divenne il pezzo forte delle storie degli anni a venire. Fu inoltre la prima volta in cui fu introdotto all'interno di un fumetto il tema del viaggio nel tempo.
Ritt e Gray lavorarono insieme per oltre quindici anni e quando lo scrittore si ritirò nel 1948, il disegnatore ne prese il posto come sceneggiatore fino al 1952, realizzando sia testi che disegni, quando cedette la realizzazione delle strisce quotidiane a Paul Norris per continuare a occuparsi solo delle tavole domenicali fino al 24 febbraio 1957 quando gli subentrò anche qui Norris, onesto artigiano ma di qualità inferiore. La serie viene infine sospesa il 25 aprile 1987. Con la morte di Gray, alla fine del 1956, si conclude il periodo migliore di questa serie che tuttavia continua disegnata da Paul Norris fino al 1987.
Durante gli anni quaranta Ritt perde progressivamente interesse per il personaggio e così, nel 1948, lascia l'incarico passando prima le strisce quotidiane e poi anche le tavole domenicali allo stesso Gray che, oltre a disegnare, inizia a scrivere anche le sceneggiature fino a quando, per problemi di salute, lascia le strisce giornaliere a Norris, un autore che si era occupato per quattro anni di Jungle Jim per la King. Gray muore cinque anni dopo e Norris inizia a occuparsi quindi anche delle tavole domenicali. Norris aveva lasciato un segno nel mondo dei fumetti avendo partecipato alla creazione di Aquaman per la DC Comics e per il suo lavoro alle serie Secret Agent X-9, Vic Jordan e altre ma il lavoro per Brick Bradford alla fine eclissò tutto quello che aveva fatto prima. Con Norris come unico autore sia delle storie che dei disegni la serie continuò a essere pubblicata per decenni, con storie ambientate sulla terra nella strisce giornaliere e nello spazio cosmico e nel futuro nelle tavole domenicali. Ma come spesso era già accaduto per altre serie a fumetti, l'interesse del pubblico e quindi la sua diffusione sulla stampa andò a calare col tempo e quando Norris decise di ritirarsi, anche la serie venne chiusa. L'ultima striscia venne pubblicata il 25 aprile 1987 e l'ultima tavole domenicali solo due settimane dopo.
Le strisce di Brick Bradford vennero ristampate su albi dal King Features, tra cui King Comics, nel 1936 e Ace Comics, dal 1947 al 1949. Nel 1948 venne pubblicata per alcuni mesi un albo dedicato al personaggio con ristampe di vecchie strisce ed edito da Standard Comics. Le uniche storie originali di Brick Bradford apparire in forma comic book sono state pubblicate alla fine degli anni sessanta da King Comics, nelle pagine posteriori di titoli dedicati a l'Uomo mascherato e Mandrake.

## Biografia del personaggio
Il personaggio è protagonista di storie di avventura fantascientifica spaziale sul tipo della serie a fumetti di Buck Rogers di Dick Calkins o Flash Gordon di Alex Raymond, ma agli esordi ricordava maggiormente un'altra creazione di Calkins, Skyroads, nella quale il protagonista era anch'esso un eroico aviatore. Il personaggio è un eroe dai capelli rossi e dal fisico atletico, abilissimo aviatore, esploratore e agente segreto che si trova spesso in lotta contro criminali. Insieme con vari scienziati e con la fidanzata June Salisbury, è protagonista di viaggi straordinari che lo portano fino al centro della Terra così come all'interno di una moneta dopo essere stato rimpicciolito a livelli atomici, potendosi spostarsi a suo piacimento attraverso lo spazio-tempo a bordo della sua macchina del tempo "Time Top", alias cronosfera, una delle prime macchine del tempo dei fumetti, dalla caratteristica forma di trottola e costruita in modo che, mentre gira vorticosamente, la cabina di comando all'interno rimanga immobile e che venne realizzata dallo scienziato Kalla Kopak il quale permetterà a Brick e ai suoi compagni di viaggiare nello spazio e nel tempo.
Nelle strisce giornaliere, oltre al protagonista sono presenti più o meno costantemente gli stessi personaggi: Sandy Sanderson, appassionato di aviazione come Brick, June Salisbury, fidanzata di Brick, e suo padre Van Atta Salisbury, uomo di cultura, e lo scienziato Kalla Kopak. Questi personaggi compaiono raramente nella versione a tavole domenicali nella quale il protagonista si ritrova spesso da solo con la sua macchina del tempo della quale si era fatta conoscenza il 20 aprile 1935 in una breve storia, “The Time Top”, avente come protagonista April Southern, figlia del professor Horatio Southern, personaggio che diverrà ricorrente nelle tavole domenicali, e pubblicata dal 20 aprile al 22 giugno 1935 come striscia aggiuntiva a quelle giornaliere di Brick Bradford. Nelle tavole domenicali la macchina del tempo appare per la prima volta nella tavola del 16 ottobre 1937.

## Trama
Il fumetto raccolse l'eredità di serie a strisce americane come Skyroads, Buck Rogers e Flash Gordon, trattando tematiche quali l'esistenza dei dinosauri, viaggi intergalattici, robot e mondi sub-atomici e i viaggi nel tempo ma gli autori riescono a rendere la striscia molto di più di una semplice imitazione di Buck Rogers. All'interno del genere della fantascienza le storie del personaggio rientrano nel filone detto space opera, con tematiche simili a quelle che venivano pubblicati all'epoca sulle riviste specializzate: incontro con razze perdute, viaggi all'interno dell'universo microscopico, viaggi all'interno della Terra oltre a viaggi nel tempo per mezzo della Chronosphere, progettata dallo scienziato Kalla Kopak il quale costruisce una prodigiosa macchina capace non solo di viaggiare nel tempo e nello spazio, ma anche di rimpicciolirsi per poter penetrare tra le molecole. Lo schema dei singoli episodi della produzione a strisce giornaliere parte con un lungo prologo di avventure minori seguito da un tema centrale nel quale viene raggiunta l'acme della storia e un finale spesso usato per introdurre l'episodio successivo. Lo sceneggiatore William Ritt è influenzato nello scrivere le trame dai suoi interessi per la mitologia classica e per la scienza moderna. Nella prima storia, "Amaru la città sottomarina", Brick, nel cuore del Perù sulle tracce degli antichi Incas e di una misteriosa città insieme al suo vecchio amico Sandy, a una bella ragazza, June e suo padre professore vive un’avventura drammatica, piena di rischi e colpi di scena, alla fine della quale tornerà a casa ma pronto a ripartire insieme ai compagni per altre mete. Questo è lo schema delle prime storie caratterizzate da trame avvincenti, con personaggi e scenari che variano continuamente. Nelle strisce giornaliere il personaggio parte alla volta di perdute città, di isole misteriose, arriva in Antartide e si introduce fra gli atomi di una moneta visitandone gli elettroni. In particolare, in questa storia del 1944, "Viaggio in una moneta", il professor Kalla Kopak riesce a rimpicciolire persone e oggetti e insieme a Brick parte per un viaggio dentro una moneta a bordo di una navicella che viene rimpicciolita fino a poter entrare all'interno della moneta fra un atomo e un altro; il tutto viene osservato al microscopio dagli altri scienziati del laboratorio fintanto che la navicella non diviene anch'essa invisibile e gli scienziati decidono di andarsene quando improvvisamente si accorgono che dalla moneta sta già riapparendo la navicella che, reduce da un lungo viaggio che ha portato i suoi passeggeri a scoprire strani mondi all'interno della moneta, restituisce alla normalità i suoi passeggeri. Il viaggio era durato apparentemente così poco per loro che lo osservavano perché si erano scordati della teoria della relatività: nell'infinitamente piccolo anche i tempi sono infinitamente brevi e un’avventura che per i nostri eroi era durata parecchi mesi, nel mondo non rimpicciolito era durata pochi secondi.

## Edizioni estere
La serie ha raggiunto molta popolarità al di fuori degli Stati Uniti venendo pubblicato in Australia e Nuova Zelanda sia su quotidiani che su comic book, mentre in Europa è stata pubblicata su alcune riviste in Francia, dove è nota come "Luc Bradefer" e in Italia dove è stata a lungo pubblicata in vari formati e con diversi nomi.

### Italia
In Italia Brick Bradford venne tradotto con diversi nomi, tra cui Bruno Arceri, Guido Ventura, Giorgio Ventura, Guido Delani, Antares, Marco Spada e Bat Star. Fu pubblicato sia su L'Avventuroso che su L'Audace, testata questa sulla quale venne pubblicato con il suo vero nome. Il personaggio esordì in Italia su Settebello, settimanale umoristico degli anni ‘30 che pubblicò a puntate la prima avventura a strisce giornaliere modificandone il nome in Bruno Arceri. Sui Tre Porcellini e su Topolino della Mondadori lo chiamano Guido Ventura e gli fanno diventare neri i capelli per italianizzarlo. Nel dopoguerra è stato riproposto varie volte da diversi editori come i Fratelli Spada, Comic Art, Panini e l'Editoriale Corno.

## Altri media

### Cinema
- Brick Bradford (regia di Thomas Carr e Spencer Gordon Bennet, 1947)[5]
- Serial in 15 puntate prodotto dalla Columbia Pictures nel 1947[2][3]

### Narrativa
Trasposizioni letterarie pubblicate nella collana Big Little Books delle prime due storie a fumetti: Brick Bradford and the City Beneath the Sea (1933-1934) e Brick Bradford with Brocco the Mountain Buccaneer (1934-1935).